# Gynoplistia (Gynoplistia) myersae
Gynoplistia (Gynoplistia) myersae is een tweevleugelige uit de familie steltmuggen (Limoniidae). De soort komt voor in het Australaziatisch gebied.